# Survivor Series (2012)
Survivor Series (2012) foi um evento em pay-per-view de wrestling profissional produzido pela WWE, que ocorreu em 18 de novembro de 2012, na Bankers Life Fieldhouse em Indianapolis, Indiana. Este foi o vigésimo sexto evento Survivor Series anual e o primeiro a acontecer em Indiana.
No evento principal, CM Punk defendeu o WWE Championship contra John Cena e Ryback. Big Show defendeu o outro título mundial da companhia, o World Heavyweight Championship, contra Sheamus. Duas tradicionais lutas de eliminação ocorreram, com a principal sendo entre o time de Mick Foley e o de Dolph Ziggler.

## Antes do evento

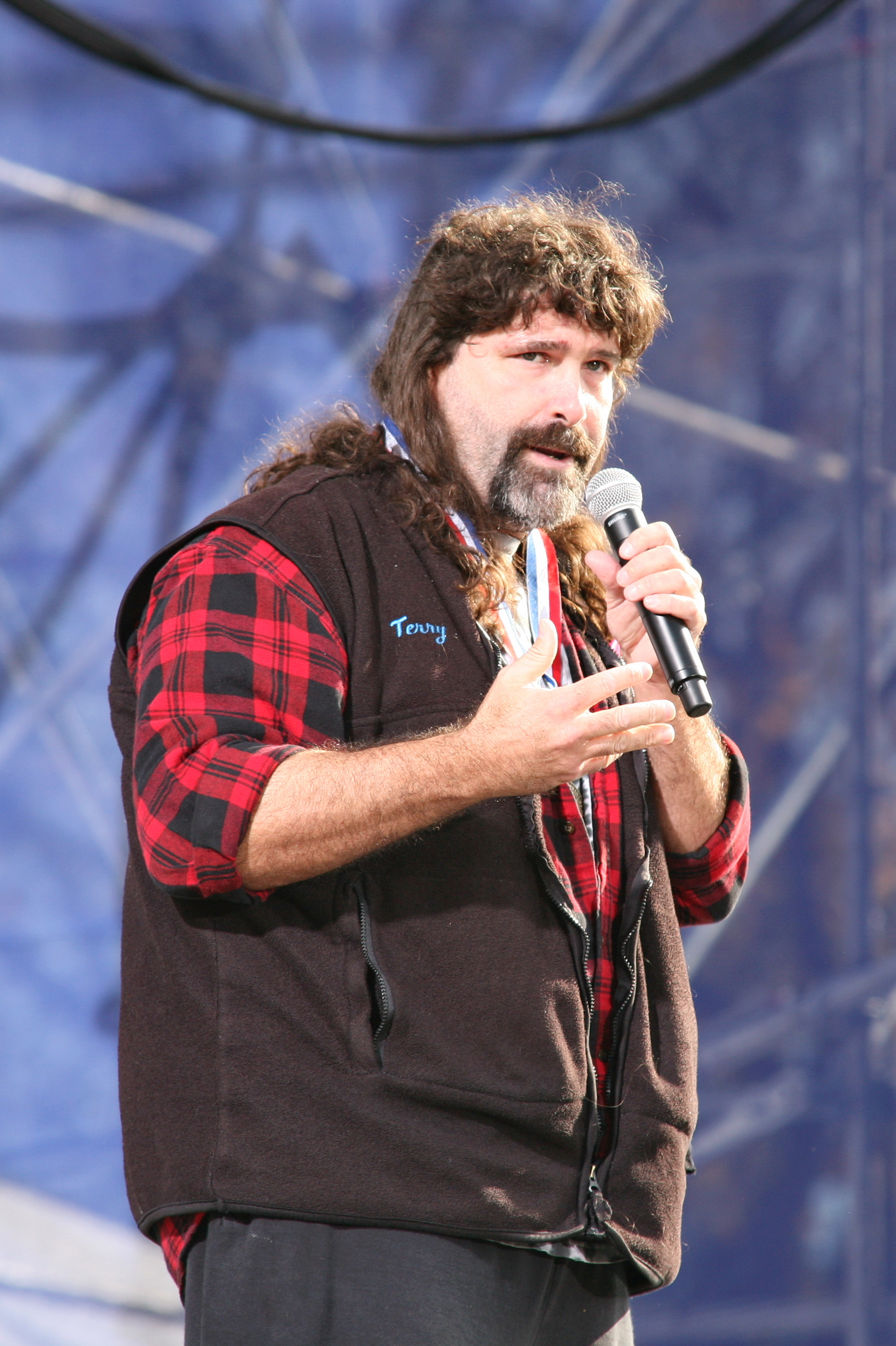
Mick Foley capitaneou um time em uma luta de eliminações.

Survivor Series teve lutas de wrestling profissional de diferentes lutadores com rivalidades e histórias pré-determinadas que se desenvolveram no Raw, SmackDown, Main Event e Saturday Morning Slam — programas de televisão da WWE, tal como nos programas transmitidos pela internet - Superstars e NXT. Os lutadores interpretaram um vilão ou um mocinho seguindo uma série de eventos para gerar tensão, culminando em várias lutas.
Mick Foley fez uma aparição no Raw de 24 de setembro, confrontando CM Punk sobre sua aliança com Paul Heyman. Nos bastidores, Punk atacou Foley. Ele confrontou Punk novamente no Raw de 29 de outubro, sendo desafiado para uma luta de times no Survivor Series, e ele aceitou. Nesse mesmo dia foi anunciado os integrantes dos dois times, Time Punk: CM Punk, The Miz, Rhodes Scholars (Cody Rhodes e Damien Sandow) e Alberto Del Rio. Time Foley: Kofi Kingston, Team Hell No (Kane e Daniel Bryan), Randy Orton, como surpresa Ryback e Mick Foley ficará no corner. No Raw de 5 de novembro, The Miz abandonou o time de Punk. Paul Heyman então ofereceu a vaga a Wade Barrett, que aceitou. Com a saída de Punk para a disputa do WWE Championship, Vickie Guerrero anunciou que Dolph Ziggler seria o capitão do time de Punk no pay-per-view e que a equipe se chamaria "Time Ziggler". Na semana seguinte, foi anunciado uma enquete através do "RAWactive" para determinar o quinto membro da equipe de Foley entre The Miz, Santino Marella, e Zack Ryder, sendo Miz o escolhido. No Main Event de 14 de novembro, Rhodes se contundiu em uma luta contra Kane e Daniel Bryan pelo WWE Tag Team Championship. No pré-show do Survivor Series, foi anunciado que David Otunga o substituiria na luta.
No Hell in a Cell, Big Show venceu Sheamus e conquistou o World Heavyweight Championship. No dia 31 de outubro, a WWE anunciou via Twitter que Sheamus faria sua revanche pelo título no Survivor Series.
Também no Hell in a Cell, CM Punk manteve o WWE Championship contra Ryback em uma Luta Hell in a Cell com a ajuda do árbitro Brad Maddox. No Raw de 5 de novembro, Mr. McMahon marcou uma luta Triple Threat entre Punk, Ryback e John Cena pelo WWE Championship, tirando os dois primeiros lutadores da tradicional luta 5-contra-5 no Survivor Series.
No Raw de 12 de novembro, Kaitlyn derrotou Layla e tornou-se desafiante pelo Divas Championship. Também foi anunciado que Antonio Cesaro enfrentaria R-Truth pelo United States Championship. Nas gravações do SmackDown em 13 de novembro foi anunciado que Santino Marella e Zack Ryder enfrentariam Heath Slater e Jinder Mahal em uma luta de duplas no pré-show do evento, transmitido pelo YouTube, mas um dia após, Santino e Ryder foram substituídos por Tyson Kidd e Justin Gabriel. Horas antes do show, Tyson e Gabriel foram substituídos novamente por Ryder e Marella.

## Evento

### Pré-show
No pré-show do evento transmitido pelo YouTube, houve uma luta de duplas entre Heath Slater e Jinder Mahal, acompanhados ao ringue por Drew McIntyre (coletivamente conhecidos como 3MB) e Santino Marella e Zack Ryder. No final do combate, Drew McIntyre atacou Ryder, permitindo que Mahal vencesse.
| Papel:                       | Nome:                               |
| ---------------------------- | ----------------------------------- |
| Comentaristas                |                                     |
| Michael Cole                 |                                     |
| Jerry "The King" Lawler      |                                     |
| John "Bradshaw" Layfield     |                                     |
| Matt Striker (Pré-show)      |                                     |
| Scott Stanford (Pré-show)    |                                     |
| Carlos Cabrera (Espanhol)    |                                     |
| Marcelo Rodríguez (Espanhol) |                                     |
| Locutores                    | Tony Chimel (Pré-show e SmackDown)  |
| Locutores                    | Justin Roberts (Raw)                |
| Locutores                    | Ricardo Rodriguez (Alberto Del Rio) |
| Árbitros                     | Scott Armstrong                     |
| Árbitros                     | Chad Patton                         |
| Árbitros                     | John Cone                           |
| Árbitros                     | Charles Robinson                    |
| Árbitros                     | Mike Chioda                         |
| Árbitros                     | Rod Zapata                          |

### Lutas preliminares
A primeira luta da noite foi uma tradicional luta de eliminação do Survivor Series não anunciada previamente entre o time de Brodus Clay, International Airstrike (Tyson Kidd & Justin Gabriel), Sin Cara e Rey Mysterio e o de Tensai, Primo & Epico e Prime Time Players (Titus O'Neil & Darren Young). No início, a luta encontrava-se equilibrada, até que Tensai eliminou Clay. Após isso, o domínio foi da equipe de Clay, que eliminou todos os oponentes da equipe adversaria em sequência. A luta acabou quando Mysterio aplicou um 619 em Darren Young, fazendo a contagem e o eliminando.
Na segunda luta da noite, Eve defendeu o Divas Championship contra Kaitlyn. Instantes antes da luta, Kaitlyn foi novamente atacada por uma mulher loira nos bastidores. Ela conseguiu desvencilhar-se, revelando que a atacante era Aksana de peruca. Eve conseguiu a vitória ao aplicar um spinning neckbreaker em Kaitlyn.
Antonio Cesaro defendeu o United States Championship contra R-Truth no terceiro combate da noite. Cesaro venceu ao aplicar um Neutralizer em Truth.

### Lutas principais

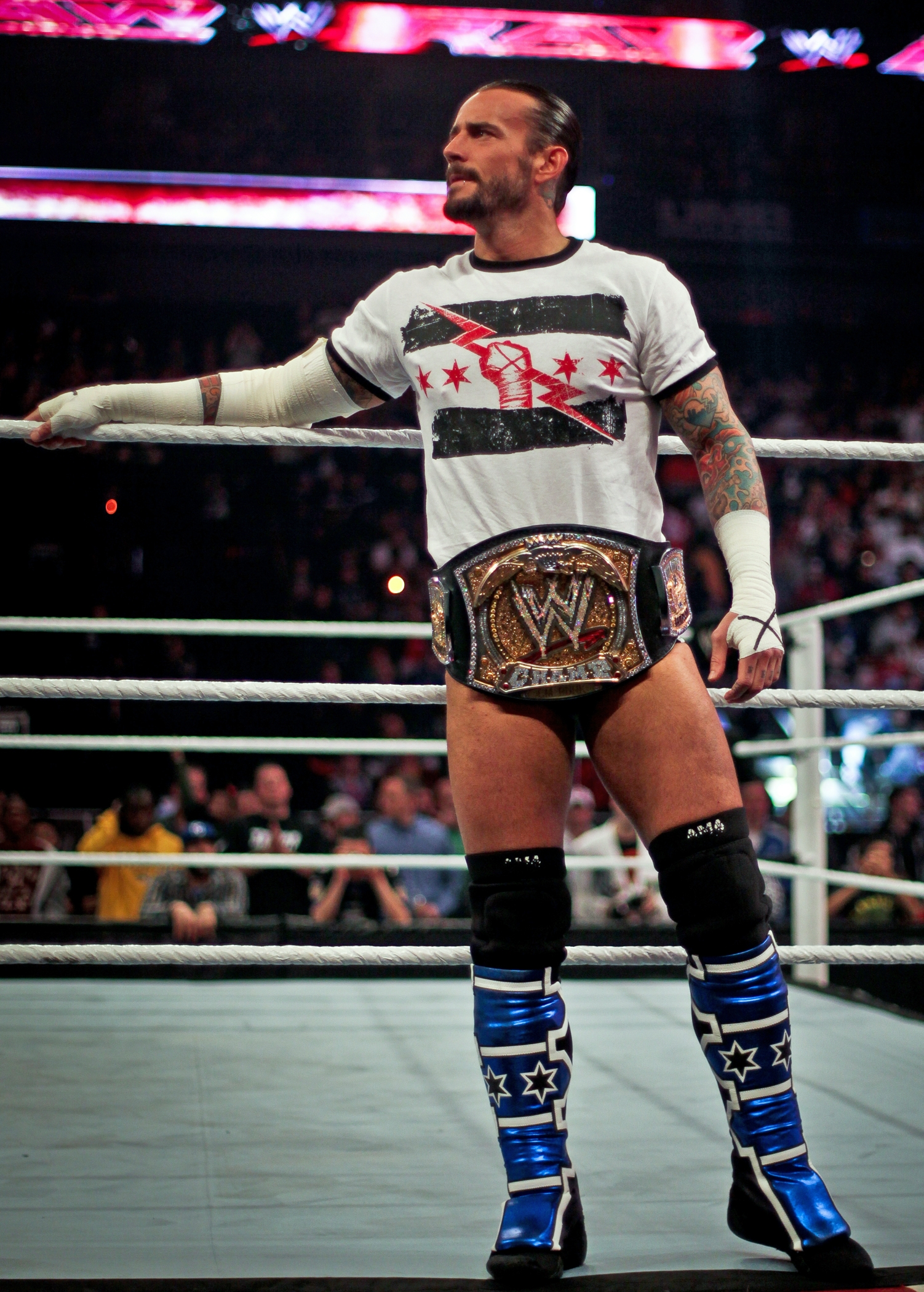
CM Punk defendeu o WWE Championship contra Ryback e John Cena.

Na quarta luta da noite Big Show defendeu o World Heavyweight Championship contra Sheamus. Ao fim da luta, quanto Sheamus iria aplicar um Brogue Kick, Show puxou o árbitro Scott Armstrong para sua frente, fazendo com que Sheamus o nocauteasse inadvertidamente. Enquanto médicos e árbitros atendiam Armstrong, Show aplicou um W.M.D. em Sheamus, realizando o pinfall. Outro árbitro, no entanto, reverteu a vitória de Show, o desqualificando pelo ataque a Armstrong. De acordo com as regras, então, mesmo perdendo por desqualificação, Big Show manteve o título. Após o combate, Sheamus atacou Big Show com cadeiradas.
A penúltima luta da noite foi mais uma de eliminação, entre o Time Ziggler (formado por Dolph Ziggler, Alberto Del Rio, Damien Sandow, David Otunga e Wade Barrett) contra o Time Foley (formado por Randy Orton, Team Hell No (Kane e Daniel Bryan), Kofi Kingston e The Miz). A luta foi equilibrada até o final, sempre com uma eliminação em cada equipe. No final, sobraram apenas Orton e Ziggler. A luta acabou quando Ziggler conseguiu reverter um Punt Kick de Orton, fazendo o pinfall e o eliminando.
No evento principal, CM Punk acompanhado por Paul Heyman defendeu o WWE Championship contra John Cena e Ryback. A luta manteve-se equilibrada, com momentos em que Punk e Cena uniram-se para aplicar golpes em Ryback. No fim da luta, Ryback aplicou um Shell Shock em Cena. Logo após, três homens vestidos de preto, sendo identificados como o Campeão do NXT Seth Rollins, Dean Ambrose e Roman Reigns, os três do NXT, atacaram Ryback, jogando-o através da mesa dos comentaristas espanhóis. Punk aproveitou-se que Cena estava nocauteado e fez o pinfall, mantendo o título.

## Recepção
O evento recebeu criticas mistas. O website canadense Canadian Online Explorer deu nota 5.5 ao evento, com as melhores lutas sendo as lutas Survivor Series, dando a elas uma nota 7.5 e as piores lutas sendo pelo Divas Championship (nota 3) e pelo United States Championship (nota 4).

## Resultados
| Nº                                          | Resultados | Estipulações                                        | Tempo |
| ------------------------------------------- | --- | --------------------------------------------------- | ----- |
| Pré- show                                   | 3MB (Heath Slater e Jinder Mahal) (com Drew McIntyre) derrotou Team Co-Bro (Santino Marella e Zack Ryder) | Luta de duplas                                      | 6:11  |
| 1                                           | Time Clay (Brodus Clay, International Airstrike (Tyson Kidd e Justin Gabriel), Sin Cara e Rey Mysterio) (com Cameron e Naomi) derrotou Time Tensai (Tensai, Primo, Epico e Prime Time Players (Titus O'Neil e Darren Young)) (com Rosa Mendes) | Tradicional luta 5-contra-5 do Survivor Series      | 18:27 |
| 2                                           | Eve Torres (c) derrotou Kaitlyn | Luta individual pelo Divas Championship             | 7:01  |
| 3                                           | Antonio Cesaro (c) derrotou R-Truth | Luta individual pelo United States Championship     | 6:57  |
| 4                                           | Big Show (c) derrotou Sheamus | Luta individual pelo World Heavyweight Championship | 14:44 |
| 5                                           | Time Ziggler (Dolph Ziggler, Alberto Del Rio, Damien Sandow, David Otunga e Wade Barrett) (com Ricardo Rodriguez) derrotou Time Foley (Randy Orton, Team Hell No (Kane e Daniel Bryan), Kofi Kingston e The Miz) (com Mick Foley)              | Tradicional luta 5-contra-5 do Survivor Series      | 23:43 |
| 6                                           | CM Punk (c) (com Paul Heyman) derrotou John Cena e Ryback | Luta Triple Threat pelo WWE Championship            | 17:58 |
| (c) – Refere-se aos campeões antes da luta. | |                                                     |       |

### Eliminações das lutas Survivor Series

#### Time Clay vs. Time Tensai
| # Eliminação | Lutador                                                         | Time                                                            | Eliminado por                                                   | Movimento de eliminação                                         | Tempo                                                           |                                                                 |
| ------------ | --------------------------------------------------------------- | --------------------------------------------------------------- | --------------------------------------------------------------- | --------------------------------------------------------------- | --------------------------------------------------------------- | --------------------------------------------------------------- |
| 1            | Brodus Clay                                                     | Time Clay                                                       | Tensai                                                          | Running senton                                                  | 08:25                                                           |                                                                 |
| 2            | Tensai                                                          | Time Tensai                                                     | Justin Gabriel                                                  | Roll-up                                                         | 10:23                                                           |                                                                 |
| 3            | Titus O'Neil                                                    | Time Tensai                                                     | Tyson Kidd                                                      | Chute na cabeça                                                 | 13:51                                                           |                                                                 |
| 4            | Epico                                                           | Time Tensai                                                     | Tyson Kidd                                                      | Sharpshooter                                                    | 15:02                                                           |                                                                 |
| 5            | Primo                                                           | Time Tensai                                                     | Rey Mysterio                                                    | Roll-up                                                         | 17:32                                                           |                                                                 |
| 6            | Darren Young                                                    | Time Tensai                                                     | Rey Mysterio                                                    | 619 com um Diving Splash                                        | 18:27                                                           |                                                                 |
| Survivor(s): | Tyson Kidd, Justin Gabriel, Rey Mysterio e Sin Cara (Time Clay) | Tyson Kidd, Justin Gabriel, Rey Mysterio e Sin Cara (Time Clay) | Tyson Kidd, Justin Gabriel, Rey Mysterio e Sin Cara (Time Clay) | Tyson Kidd, Justin Gabriel, Rey Mysterio e Sin Cara (Time Clay) | Tyson Kidd, Justin Gabriel, Rey Mysterio e Sin Cara (Time Clay) | Tyson Kidd, Justin Gabriel, Rey Mysterio e Sin Cara (Time Clay) |

#### Time Foley vs. Time Ziggler
| # Eliminação | Lutador                      | Time                         | Eliminado por                | Movimento de eliminação      | Tempo                        |                              |
| ------------ | ---------------------------- | ---------------------------- | ---------------------------- | ---------------------------- | ---------------------------- | ---------------------------- |
| 1            | Damien Sandow                | Time Ziggler                 | Kane                         | Chokeslam                    | 03:08                        |                              |
| 2            | Kane                         | Time Foley                   | Dolph Ziggler                | Zig Zag                      | 03:47                        |                              |
| 3            | David Otunga                 | Time Ziggler                 | Daniel Bryan                 | No! Lock                     | 07:11                        |                              |
| 4            | Kofi Kingston                | Time Foley                   | Wade Barrett                 | Bull Hammer                  | 09:43                        |                              |
| 5            | Daniel Bryan                 | Time Foley                   | Alberto Del Rio              | Cross Armbreaker             | 12:40                        |                              |
| 6            | Wade Barrett                 | Time Ziggler                 | The Miz                      | Skull Crushing Finale        | 16:05                        |                              |
| 7            | The Miz                      | Time Foley                   | Alberto Del Rio              | Enzuigiri                    | 17:14                        |                              |
| 8            | Alberto Del Rio              | Time Ziggler                 | Randy Orton                  | RKO                          | 21:00                        |                              |
| 9            | Randy Orton                  | Time Foley                   | Dolph Ziggler                | SuperKick                    | 23:43                        |                              |
| Survivor(s): | Dolph Ziggler (Time Ziggler) | Dolph Ziggler (Time Ziggler) | Dolph Ziggler (Time Ziggler) | Dolph Ziggler (Time Ziggler) | Dolph Ziggler (Time Ziggler) | Dolph Ziggler (Time Ziggler) |